# Короєшть (Алба)
Короєшть, Короєшті (рум. Coroiești) — село у повіті Алба в Румунії. Входить до складу комуни Аврам-Янку.
Село розташоване на відстані 333 км на північний захід від Бухареста, 66 км на північний захід від Алба-Юлії, 75 км на південний захід від Клуж-Напоки, 139 км на північний схід від Тімішоари.

## Населення
За даними перепису населення 2002 року у селі проживали 59 осіб, з них 58 осіб (98,3%) румунів. Рідною мовою 58 осіб (98,3%) назвали румунську.